# Gerhart Scheuer
Gerhart Scheuer (* 20. Juni 1935 in Hamburg; † 30. Oktober 2021) war ein deutscher Verwaltungsbeamter und Landtagsabgeordneter der CDU in Baden-Württemberg.

## Leben
Scheuer wurde 1935 in Hamburg geboren. Nach dem Studium der Rechtswissenschaften, wo er auch den Doktorgrad erwarb, arbeitete er bei verschiedenen Bundesbehörden.
1972 bis 1988 war er Abgeordneter für den Landtagswahlkreis Weinheim im Landtag von Baden-Württemberg. In dieser Zeit beteiligte er sich an den Abstimmungen zur Gemeindereform, in der Schul- und Hochschulpolitik und bei der Gestaltung des öffentlichen und privaten Rundfunkwesens.

## Werke
- Die Rechtslage des geteilten Deutschland. Frankfurt a. M.; Berlin: Metzner 1960. DNB 105598275
- Anerkennung der SBZ? Eine völkerrechtl. Studie. Pfaffenhofen/Ilm: Ilmgau-Verlag 1966.
- Der deutsche Staat in rechtlicher Sicht. Bonn; Berlin: Bundesministerium für Gesamtdeutsche Fragen 1966.
- Was ist des Deutschen Staat? [Bundesakademie für Wehrverwaltung und Wehrtechnik (Mannheim): Akademie-Themen; H. 1]
- Breschnjew-Doktrin oder die Lehre von der begrenzten Souveränität sozialistischer Staaten. [Bundesakademie für Wehrverwaltung und Wehrtechnik (Mannheim): Akademie-Themen; H. 6]
- Deutschland, einig Vaterland der Einigungsvertrag von 1990. [Bundesakademie für Wehrverwaltung und Wehrtechnik (Mannheim): Akademie-Themen; H. 7]
- Neue Aufgaben der Bundeswehr, neue Aufgaben der Wehrverwaltung [Bundesakademie für Wehrverwaltung und Wehrtechnik (Mannheim): Akademie-Themen; H. 13]
- 40 Jahre Grundgesetz für die Bundesrepublik Deutschland. 1989.
- Weichenstellungen. Fakten und Erinnerungen. 16 Jahre im Landtag von Baden-Württemberg 1972–1988. Mit einem Geleitwort von Erwin Teufel. Heidelberg: Mattes Verlag 2005. ISBN 978-3-930978-80-9